# Beto Vázquez Infinity
I Beto Vázquez Infinity sono una band metal argentina formatasi a Buenos Aires nel 2000.
Il leader è il bassista e compositore Beto Vazquez, che nel 1999 propose la sua prima demo alla Nems Enterprises che gli propose così un contratto discografico, suggerendo di contattare musicisti noti e di livello e comporre i brani in inglese per poterlo meglio proporre sui mercati internazionali.
Ospiti del suo primo album furono:  Tarja Turunen (ex Nightwish), Candice Night (Blackmore's Night), Sabine Edelsbacher (Edenbridge) e Fabio Lione (Rhapsody).
Nell'aprile 2002 il produttore José Luis Botto propose a Beto di fare un tour in Spagna, facendo la propria prima comparsa al di fuori del Sudamerica, e di suonare insieme alla sua band in un festival dove parteciparono band come Barón Rojo, Shaman, Ángeles del Infierno e Dark Moor.
La Beto Vazquez Infinity ha in seguito suonato al fianco di celebri gruppi come: Nightwish, Labyrinth, Vision Divine, Angra, Tierra Santa e altri.

## Membri ufficiali
- Jessica Lehto - voce
- Victor Rivarola - voce
- Karina Varela - voce
- Carlos Ferrari - chitarra solista e ritmica
- Lucas Pereyra - programmazione
- Beto Vazquez - basso, chitarra acustica e ritmica, programmazione
- Norberto Roman - percussioni

## Discografia

### Album in studio
- Beto Vázquez Infinity (2001)
- Flying Towards the New Horizon (2006)
- Darkmind (2008)
- Existence (2010)
- Beyond Space Without Limits (2012)

### EP
- Battle of Valmourt (Promo) (2001)
- Wizard (2001)

### Tributi
- La Leyenda Continua (Tributo ai Rata Blanca) (2001)
- The Keepers Of Jericho - Part II (2002)
- Hangar de Almas (Tributo ai Megadeth) (2005)
- Tributo ai Judas Priest (2005)
- Sabbath Crosses (Tributo ai Black Sabbath) (2004)

### Cover
- A Tout Le Monde,  Megadeth
- Freewheel Burning, Judas Priest
- Die Young, Black Sabbath
- A Tale That Wasn't Right, Helloween
- Guerrero Del Arco Iris, Rata Blanca
- High Hopes, Pink Floyd